# Neuvy-Sautour
Neuvy-Sautour é uma comuna francesa na região administrativa de Borgonha-Franco-Condado, no departamento de Yonne. Estende-se por uma área de 19,18 km². Em 2010 a comuna tinha 933 habitantes (densidade: 48,6 hab./km²).